# 12980 Pruetz
12980 Pruetz è un asteroide della fascia principale. Scoperto nel 1978, presenta un'orbita caratterizzata da un semiasse maggiore pari a 2,3083124 au e da un'eccentricità di 0,1876588, inclinata di 2,37380° rispetto all'eclittica.